# Каан Урганджиоглу
Каан Урганджиоглу (тур. Kaan Urgancıoğlu, нар. 8 травня 1981, Ізмір) — турецький актор і модель.

## Біографія
Відомий турецький актор, є одним із найбільш затребуваних акторів в Туреччині. Народився в Ізмірі, там же закінчив приватну середню школу, потім переїхав разом з родиною до Америки, де закінчив коледж. У 2000 році Каан повернувся до Туреччини, де вступив до університету, який закінчив в 2007 році.
У 2002 році продюсер Abdullah Oğuz помітив Каана і запропонував спробувати свої сили в серіалі «Karaoğlan», Каан пройшов кастинг і його затвердили на роль, щоб навчитися всіх тонкощів, Каан став вивчати акторську майстерність.
У нього на рахунку близько 30 фільмів.

## Особисте життя
Особисте життя молодого Каана Урганджиоглу було насичене низкою бурхливих романів. Найбільш довго актор зустрічався з Дерін Мермерсі, представницею вищого світу. Але вже в 2013 році його серце виявилося вільним. Незабаром Каан познайомився з Зейнеп Оймак, фотографом.
Дівчині вдалося утримати артиста поруч з собою, і вже в 2016 році пара оголосила про заручини.
21 червня 2023 року Каан Урганджиоглу та Бурджу Денізер одружилися. У грудні 2023 року у пари народився син. 

## Фільмографія
| Рік  |   | Українська назва                         | Оригінальна назва                 | Роль            |
| ---- | - | ---------------------------------------- | --------------------------------- | --------------- |
| 2023 | ф | Операція «Фортуна»: Мистецтво перемагати | Operation Fortune: Ruse de guerre | Casa            |
| 2022 | ф | У добрі руки                             | Sen Yasamaya Bak                  | Firat           |
| 2021 | с | Суд                                      | Yargi                             | Ilgaz Kaya      |
| 2020 | ф | -                                        | Gerçek olamaz                     | Murat           |
| 2020 | с | Любов для початківців                    | Ask 101                           | Kemal           |
| 2018 | с | Джек Раян                                | Jack Ryan                         | Deniz           |
| 2015 | с | Нескінченне кохання                      | Kara Sevda                        | Емір Козджеоглу |
| 2015 | ф | -                                        | Uzaklarda Arama                   | Tayfun          |
| 2014 | с | -                                        | Filinta                           | Otto Petroviç   |
| 2014 | ф | -                                        | Panzehir                          | Mehmet Korkut   |
| 2013 | с | К.О.Х.А.Н.Н.Я.                           | A.S.K.                            | Can             |
| 2012 | с | -                                        | Düsman Kardesler                  | Mehmet          |
| 2012 | с | Брехня                                   | Son                               | Tayfun          |
| 2012 | с | -                                        | Acayip hikayeler                  | Alper           |
| 2011 | с | Лейла і Меджнун                          | Leyla ile Mecnun                  | Berkcan         |
| 2011 | с | -                                        | Bir Ömür Yetmez                   | -               |
| 2010 | ф | -                                        | PesPese                           | Harun           |
| 2010 | ф | -                                        | Büsra                             | Titrek          |
| 2010 | с | -                                        | Dürüye'nin gügümleri              | Ümit            |
| 2009 | с | -                                        | Ayrilik                           | Deniz           |
| 2008 | с | -                                        | Canim ailem                       | Talat           |
| 2008 | ф | -                                        | Son ders                          | Ulas            |
| 2008 | ф | -                                        | Ilk Ask                           | Ege Married     |
| 2007 | с | -                                        | Tutsak                            | Mehmet Erçelik  |
| 2006 | с | -                                        | Azap yolu                         | Yigit           |
| 2006 | с | -                                        | Ah polis olsam                    | Nezih           |
| 2005 | с | -                                        | Körfez atesi                      | -               |
| 2005 | с | -                                        | Seni çok özledim                  | Ates Erturç     |
| 2005 | с | -                                        | Sessiz gece                       | Anil            |
| 2005 | с | -                                        | Ispanaktan nagmeler               | -               |
| 2003 | с | -                                        | Kampüsistan                       | Tolga           |
| 2002 | с | -                                        | Karaoglan                         | Karaoglan       |